# Anja und Esther
Anja und Esther ist ein dramatisches Theaterstück in sieben Akten von Klaus Mann. Es wurde 1925 veröffentlicht und am 20. Oktober 1925 an den Münchener Kammerspielen uraufgeführt. Das Bühnenbild entwarf Mopsa Sternheim.

## Inhalt
Das Stück spielt auf einem abgelegenen Stift in der Gegenwart. Anja und Esther, Jakob und Kaspar sind Angehörige des eigentümlichen Heimes, das von einem Alten mit prophetischem Äußeren geführt wird. An dem abgeschiedenen Ort schwelgen die vier Personen in melancholischen Gedanken, Projekten und Hoffnungen. Das Verhältnis zwischen Anja und Esther wird als sehr intim dargestellt. Erst die überraschende Ankunft des Tänzers Erik bringt die abgeschottete Schwermütigkeit der vier Personen durcheinander. Esther verliebt sich in Erik und verlässt mit ihm das Heim. Anja dagegen bleibt „gefangen und geborgen am Orte des Alten zurück“.

## Entstehungsgeschichte
Das Stück ist Klaus Manns erstes veröffentlichtes Theaterstück. Es entstand im Anschluss an seine Zeit als Schüler der Odenwaldschule. In der Atmosphäre erinnert vieles an die Reformschule auf einem abgelegenen Hügel bei Heppenheim. In der Figur des Alten sah sich der Gründer und Leiter der Schule, Paul Geheeb, deutlich skizziert. Auch aus den Szenenbeschreibungen lassen sich Orte der Odenwaldschule identifizieren.

## Wirkungsgeschichte
Die Aufführung des Stückes war eine kleine Sensation. Die homoerotischen Andeutungen zwischen Anja und Esther erregten öffentliches Aufsehen. Große Aufmerksamkeit erlangte das Stück vor allem durch die Tatsache, dass es von dem Sohn des angesehenen Dichters Thomas Mann verfasst wurde.
In einer Aufführung der Hamburger Kammerspiele am 22. Oktober 1925 spielte der Autor zusammen mit seiner Schwester Erika Mann, Pamela Wedekind und Gustaf Gründgens. „Dichterkinder spielen Theater“ lautete die Ankündigung der Aufführung. Die Literaturkritik tat das Stück einhellig als wirres, langatmiges und abgehobenes Jugendstück ohne klare Figurenzeichnung ab.

## Ausgaben
- Anja und Esther. Ein romantisches Stück in 7 Bildern. Oesterheld, Berlin 1925 (2. Auflage. ebenda 1925; 3. Auflage. ebenda 1925).
- Anja und Esther. Ein romantisches Stück in sieben Bildern (= Die graphischen Bücher. Bd. 23). Hans Brausewetter gewidmet. Mit 8 Original-Linolschnitten und 13 Reproduktionen nach Original-Linolschnitten von Wolfgang Henne. Buchgestaltung: Gert Wunderlich. Faber & Faber, Leipzig 2003, ISBN 3-936618-09-7.
- in: Klaus Mann: Der siebente Engel. Die Theaterstücke (= Rororo 12594). Herausgegeben von Uwe Naumann und Michael Töteberg. Rowohlt, Reinbek bei Hamburg 1989, ISBN 3-499-12594-3.